# Kibédi Ervin
Kibédi Ervin (eredetileg Kirschner) (Budapest, 1924. december 14. – Budapest, 1997. május 5.) Jászai Mari-díjas magyar színművész, komikus, érdemes művész, a Vidám Színpad örökös tagja.

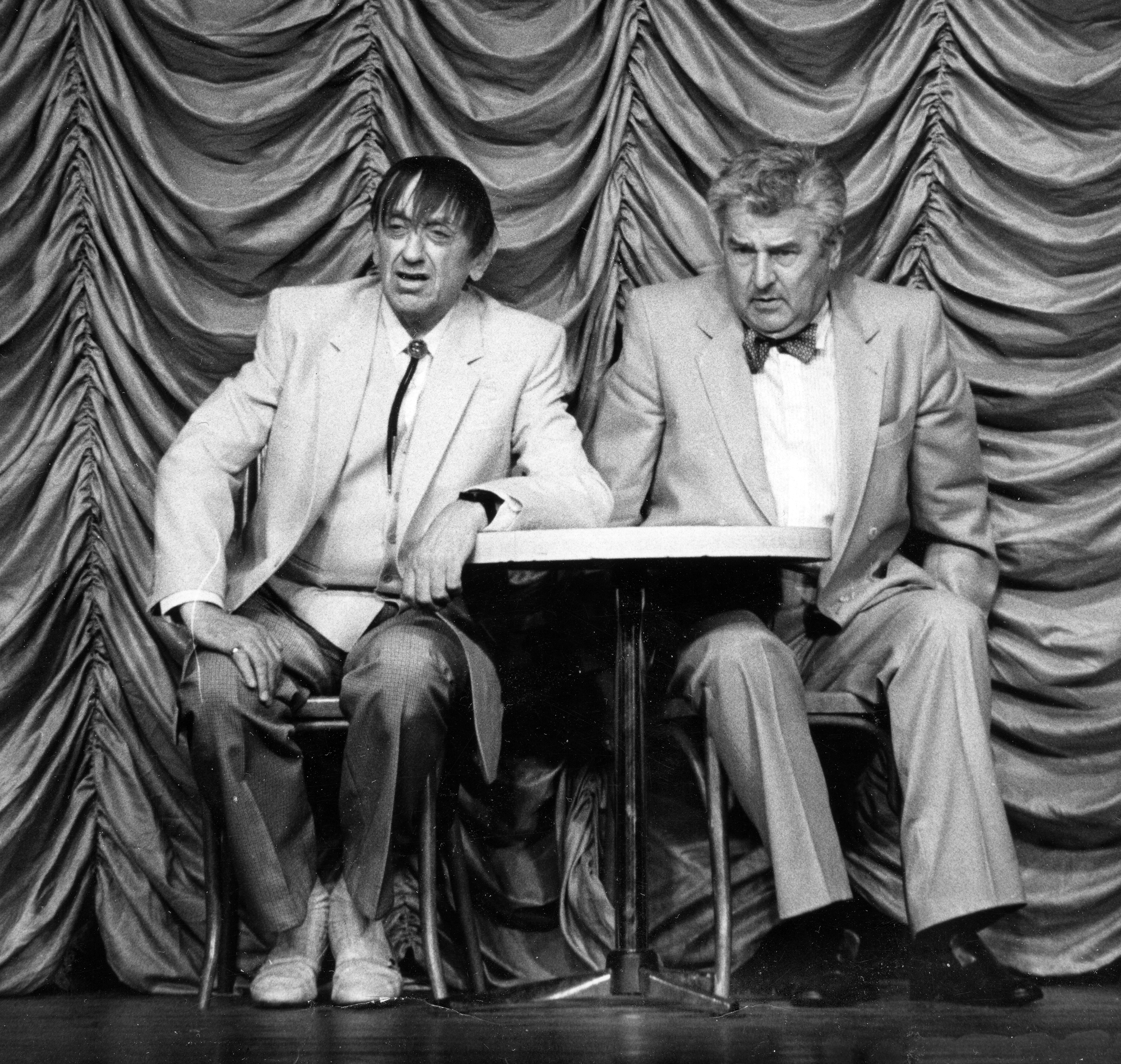
Hacsek (Kibédi Ervin) és Sajó (Berényi Ottó) (kabaréjelenet)

## Életpályája
Óbudai sváb családból származott. A budapesti Baross utca 62. szám alatti, a pannonhalmi bencések által vezetett humán tagozatos gimnáziumban érettségizett, 1943-ban.
A Zeneakadémián szerzett magánénekesi diplomát, 1949-ben, de operaénekesként sohasem működött. 1950–51-ben a Magyar Rádiónál dolgozott. 1951-ben a Magyar Néphadsereg Színházához került, majd 1957-től a Vidám Színpad művésze volt.
Elsősorban komikus szerepekben volt népszerű, amihez lomha mozgása és sajátos szem- és arcjátéka is hozzájárult. Szemhéja mindig félig csukva volt, s ez adott neki valamilyen örökös szkeptikus karaktert.
Egy aktualizálva gyakran megújuló szövegű kupléjának refrénje szállóigeként maradt fönn: Én nem hiszem, hogy normális vagyok (zene: Nemes E. Zoltán IPI 00034894853, szöveg: Révész Pál).
Népszerű volt a Hacsek és Sajó Hacsek szerepében is. Ebben partnere éveken át Hlatky László volt.
Felesége Sztankay Ágnes, Sztankay István nővére volt. 

## Főbb színházi szerepei
- Jodelett (Edmond Rostand: Cyrano de Bergerac)
- Fiorillo (Rossini: A sevillai borbély)
- Much igazgató (Pagnol: Topoze)
- Barranco (Pirandello: Velencei kékszakáll)
- Caballo felügyelő (Alfonso Paso: Ön is lehet gyilkos)

## Magyar Rádió
- Kemény Egon – Gál György Sándor – Erdődy János: „Komáromi farsang” (1957) Daljáték 2 részben Csokonai Vitéz Mihály – Ilosfalvy Róbert, Zenthe Ferenc[6] Lilla – Házy Erzsébet, Korompai Vali, Deák Sándor, Gönczöl János, Berky Lili, Bilicsi Tivadar, Szabó Ernő, Flixi és Floxi, arszlánok - Göndöcs József és Kibédi Ervin, Hlatky László, Fekete Pál, Lehoczky Éva, Völcsey Rózsi, Gózón Gyula, Rózsahegyi Kálmán A Magyar Rádió Szimfonikus Zenekarát Lehel György vezényelte Zenei rendező: Ruitner Sándor Rendező: László Endre
- László Miklós: Öt ajándék (1951)
- Bárány Tamás: Vasból való vár (1952)
- Vajko: Gyorsfénykép - Vidám balatoni utazás (1953)
- Hajdú Júlia: Ki a ludas? (1954)
- Aziz Neszin: Fölfedezem Törökországot (1964)
- Egner, Thorbjorn: Három rabló (1964)
- Fischer, Leck: Az örök gond (1964)
- Róna Tibor: Húsz éven felülieknek (1964)
- Tordon Ákos: Csókaréti majális (1967)
- Gyárfás Miklós: Tanuljunk könnyen és gyorsan drámát írni! (1968)
- Rejtő Jenő: Barbara tejbár (1968)
- Lubomir Feldek: Mindenki királysága (1971)
- Nagy S. József: Kell ennél jobb társaság? (1971)
- Moldova György: A börtönválogatott (1974)
- Csiky Gergely: Az udvari kalap (1975)
- Kazarosz Aghajan: Anahit (1978)
- Victor Hugo: Nyomorultak (1978)
- Békés Pál: Körborz (1985)
- Gyárfás Endre: Forgattam kormányt és tollat (1985)
- Oscar Wilde: A boldog herceg (1987)
- Határ Győző: Az aranypalást (1988)
- Zsolt Béla: Oktogon (1992)

## Főbb filmszerepei
- Dandin György, avagy a megcsúfolt férj (1955)
- Gábor diák (1956)
- Mese a 12 találatról (1956)
- Tanár úr kérem… (1956)
- Dollárpapa (1956)
- A csodacsatár (1956)
- Az eltüsszentett birodalom (1956) (1990-ben mutatták be)
- A tettes ismeretlen (1957)
- Micsoda éjszaka! (1958)
- Felfelé a lejtőn (1958)
- Bogáncs (1958)
- Szerelem csütörtök (1959)
- Kölyök (1959)
- Csutak és a szürke ló (1960)
- Házasságból elégséges (1960)
- Sínek között (1961)
- Megöltek egy lányt (1961)
- Nem ér a nevem (1961)
- Egyiptomi történet (1962)
- Az aranyfej (1963)
- Meztelen diplomata (1963)
- A Tenkes kapitánya (1964)
- Kár a benzinért (1964)
- Egy magyar nábob (1966)
- Minden kezdet nehéz (1966)
- Sose fagyunk meg (1970)
- Lila akác (1972)
- Az aranyborjú (1973)
- Kérem a következőt! I-II. (1973-1974)
- Robog az úthenger (1978)
- Ripacsok (1981)
- Csak semmi pánik (1982)
- A legényanya (1989)
- Frici, a vállalkozó szellem (1992)
- Rádióaktív BUÉK (1993)
- Retúr (1996)

## Írásai
- Folytassa, Kibédiǃ (versek) (1986)

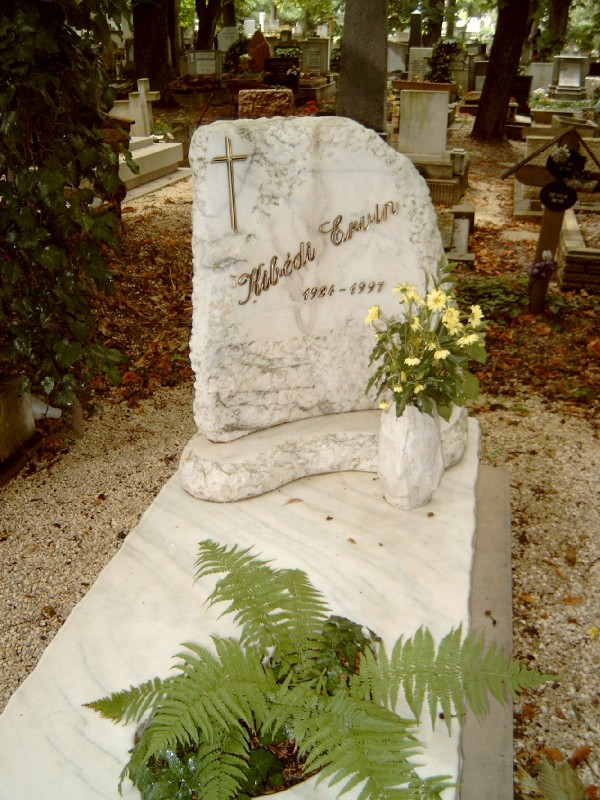
Sírja a Farkasréti temetőben (1-1-261)

- Kibédi variációk; riporter Pozsgai Zsolt; Pátria Ny., Bp., 1989 (Pátria könyvek)
- Beszélgetések a papagájjal; Pátria Ny., Bp., 1991 (Pátria könyvek)
- Állatságaim, emberségeim; InfoGroup, Bp., 1995
- Szakál Lászlóː Bor a konyhaművészetben 600 recept Kibédi Ervin humorával fűszerezve; B.K.L. K., Szombathely, 2007

## Diszkográfia
- Kemény Egon – Gál György Sándor – Erdődy János: „Komáromi farsang” daljáték, Breaston & Lynch Média, 2019

## Díjai, kitüntetései
- Jászai Mari-díj (1967)
- Érdemes művész (1975)
- A Magyar Köztársasági Érdemrend kiskeresztje (1994)
- Erzsébetváros díszpolgára (1999) /posztumusz/

## Életrajzi adalékok
December 27-én, az 1985-ös schwechati terrortámadásban megsebesült.
Nagyon szerette az állatokat, már leventekorában is egy kiskutyának köszönhette megmenekülését, amikor társait elhurcolták az oroszok. Volt egy csimpánza, amit Damjanich utcai lakásában tartott. Költő barátja megkérdezte tőle: „Meg vagy te őrülve? Lakásban majmot tartasz?” „Igen. Tudod milyen érzés az, ha hazamegyek az előadás után, nyitom az ajtót, s az előszobában ott ül a majom, s a szemembe néz? Végre egy TISZTA TEKINTET!” Tacskójával mindvégig hosszas sétákat tett a Csikágóban.

## Emléke

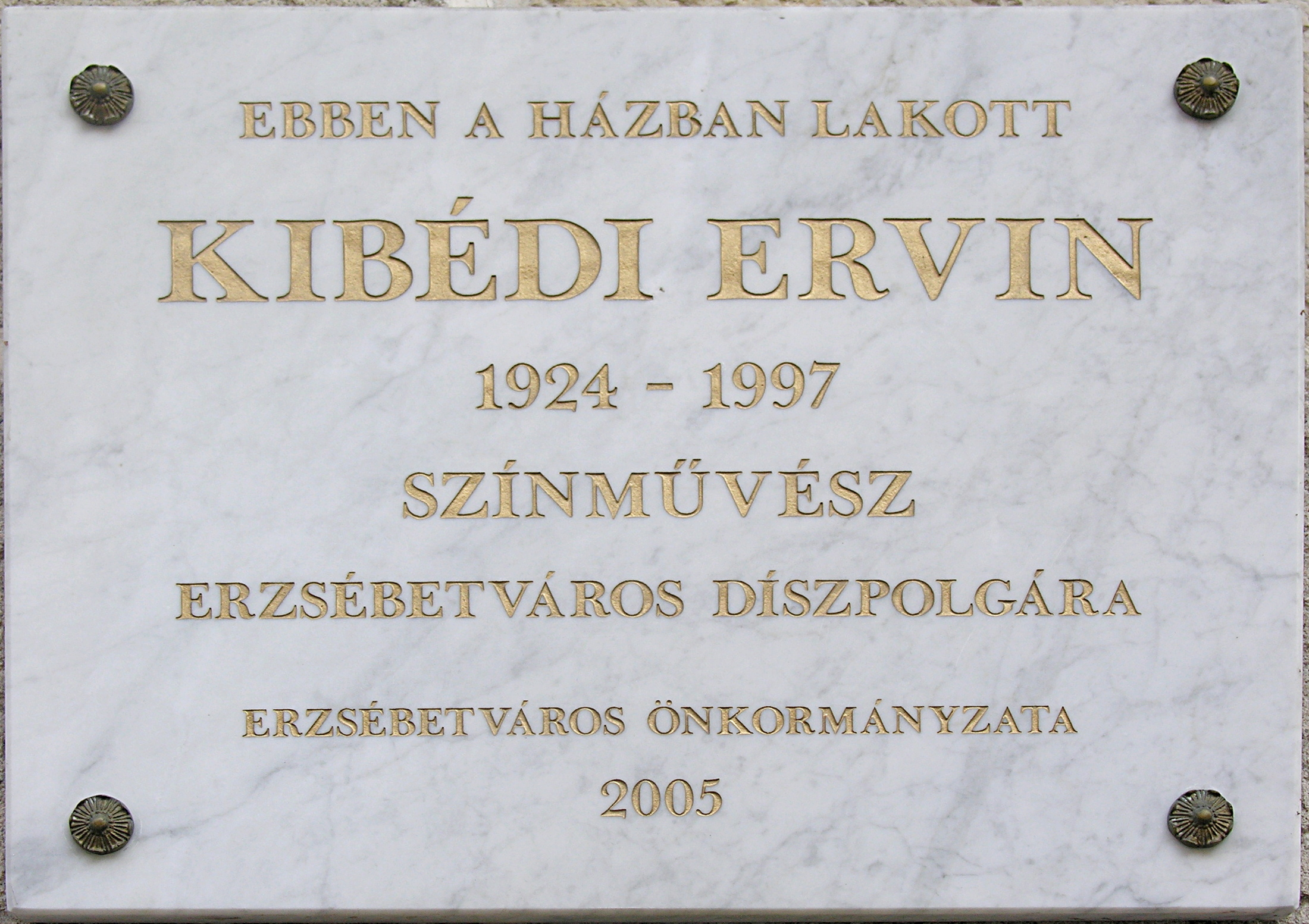
Emléktáblája egykori lakhelyén, a VII. kerület, Damjanich utca 31/A szám alatt

- A rádiós- és televíziós archívumok rengeteg felvételét őrzik. Sok filmben szinkronizált is.
- Egykori lakóházán márványtábla őrzi emlékét, az erzsébetvárosi Damjanich utcában.
- A Farkasréti temetőben nyugszik.